# Giosafat Kuncewycz
Giosafat Kuncewycz, al secolo Giovanni Kuncewycz (in ucraino Йосафат Кунцевич?, Josafat Kuncevyč; in bielorusso Іасафат Кунцэвіч?, Iasafat Kuncėvič; Volodymyr, 1580 – Vicebsk, 12 novembre 1623), fu un arcivescovo greco-cattolico ruteno, venerato come santo martire dalla Chiesa cattolica.

## Biografia
Nato nel 1580 in Volinia da genitori appartenenti alla nobiltà ucraina nonché ferventi ortodossi, Giovanni si formò a Vilnius (nell'odierna Lituania) in un periodo caratterizzato dall'intenso scontro tra ortodossi tradizionalisti e uniati di rito greco, i quali, sulla scia del Concilio di Firenze, si erano congiunti alla Chiesa cattolica con l'Unione di Brest, riconoscendo al Papa il ruolo di guida di tutta la Chiesa.
Giovanni Kuncewicz, inviato giovanissimo a Vilnius per impratichirsi nel commercio, assisté alle lotte fra Ruteni uniti e dissidenti. Dopo profonda riflessione, decise di aderire ai greco-cattolici, indi per cui nel 1604 divenne monaco con il nome di Giosafat ed entrò nel monastero, retto dall'ordine di San Basilio, della Santa Trinità, sito in Vilnius, dove nel 1617 iniziò la riforma che portò alla nascita dell'Ordine Basiliano di San Giosafat.
Ritiratosi nell'antico monastero basiliano della SS. Trinità, mutò il nome da Giovanni in quello di Giosafat e visse per alcuni anni da eremita. Scrisse anche alcune opere per dimostrare l'origine cattolica della Chiesa rutena e la sua dipendenza primitiva dalla Santa Sede e per propugnare la riforma dei monasteri di rito bizantino ed il celibato del clero. Il suo esempio ripopolò di monaci il suo stesso monastero e Giosafat dovette fondarne altri a Byten e a Zyrowice (1613). Nel 1617 fu nominato vescovo di Vitebsk (forse sede titolare) e coadiutore di Polock, succedendo poi come arcivescovo di Polock nel 1618. Perseguitò il clero rimasto fedele all'ortodossia nell'arcieparchia, restaurò chiese e riformò il clero. Nell'autunno del 1623 ordinò l'arresto dell'ultimo prete che ancora praticava la liturgia ortodossa a Vitebsk. Ciò causò una rivolta che portò alla sua uccisione: il 12 novembre, mentre usciva dalla chiesa dove aveva celebrato la messa, Giosafat fu ucciso e il suo corpo buttato nella Dvina.

## Culto
Fu beatificato dalla Chiesa cattolica nel 1643 e canonizzato nel 1867. Viene ricordato il 12 novembre, giorno del suo martirio, e il 14 novembre (prima data ad essere stabilita per la celebrazione e ancora oggi rispettata nella messa tridentina).
Le sue reliquie, portate a Vienna nel 1916, sono state poi trasferite nel 1963 per volontà di Paolo VI sotto l'altare dedicato a san Basilio Magno nella basilica di San Pietro a Roma.
In occasione del III centenario del martirio il 12 novembre 1923 papa Pio XI ne commemorò la figura con l'enciclica Ecclesiam Dei.

## Genealogia episcopale
La genealogia episcopale è:
- Patriarca Geremia II Tranos
- Arcivescovo Michal Rahoza
- Arcivescovo Hipacy Pociej
- Arcivescovo Iosif Rucki
- Arcivescovo Giosafat Kuncewycz, O.S.B.M.